# 花葶獐牙菜
花葶獐牙菜（学名：Swertia scapiformis）为龙胆科獐牙菜属下的一个种。

## 扩展阅读
- 維基物種上的相關：花葶獐牙菜